# Gunnar Staalesen

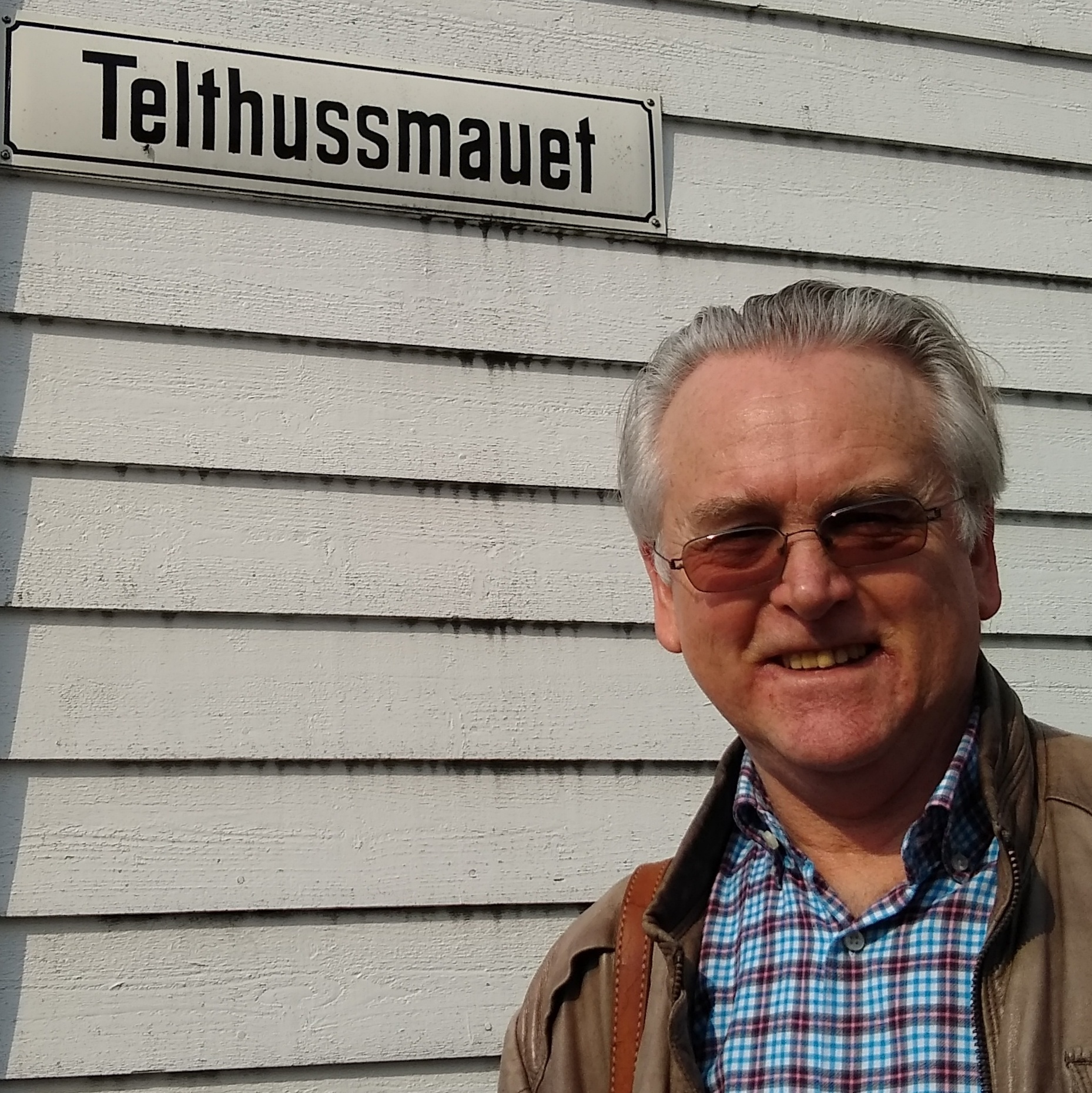
Gunnar Staalesen (foto: L.Pijttersen)

Gunnar Staalesen (Bergen, Noorwegen, 19 oktober 1947) is een Noorse schrijver. Staalesen heeft taalkunde gestudeerd aan de Universiteit van Bergen en hij is werkzaam in Den Nationale Scene, het grote theater in Bergen. In die hoedanigheid heeft hij een acht uur durende, zeer geprezen theaterversie gemaakt van Hellemyrsfolket, het hoofdwerk van de Noorse schrijfster Amalie Skram. Ook was hij betrokken bij de kortere musicalversie ervan.  
Het bekendst is Staalesen door zijn misdaadromans over privédetective Varg Veum die in 12 talen zijn vertaald. 
Omdat de stad Bergen zo'n belangrijke rol speelt in de populaire Varg Veum-reeks, heeft de stad het oeuvre van Staalesen geëerd door in 2008 een standbeeld van Varg Veum te laten oprichten bij de Strandkaien 2, het adres waar Veum zijn detectivebureau heeft. 
Naast meer dan twintig boeken over Varg Veum en een aantal andere misdaadromans heeft Staalesen ook een inmiddels vierdelige cyclus geschreven over de recente geschiedenis van de stad Bergen, waarin hij de feitelijke geschiedenis van Bergen van de afgelopen honderd jaar vertelt aan de hand van de levensverhalen van fictieve personages uit alle lagen van de Bergense samenleving. De familiegeschiedenis van de fictieve privédetective Varg Veum vormt in deze cyclus een aparte verhaallijn. 

## Prijzen en onderscheidingen
Staalesen ontving in Den gyldne revolver voor Som i et speil. In 1975 ontving hij deze prijs ook al eens voor de misdaadroman  Rygg i rand, to i spann. Daarnaast heeft het personage Varg Veum in 2012 de speciale ere-prijs gewonnen van de Rivertonclub, de organisatie achter de Den gyldne revolver.
Voor Where roses never die, De Engelse vertaling van Der hvor roser aldri dør (Varg Veum-serie 19) ontvingen hij en zijn vertaler Don Bartlett in 2017 de Petrona-award, de Britse prijs voor de beste vertaalde Scandinavische misdaadroman. 

## Verfilmingen
Een aantal boeken over Varg Veum zijn bewerkt en verfilmd. De eerste, Bitre blomster ging in 28 september 2007 in première. In deze internationaal succesvolle verfilmingen speelt Trond Espen Seim de rol van Varg Veum.

### Varg Veum-serie
- 2023: Forfulgt av død
- 2018: Utenfor er hundene (Nederlands: Buiten zijn de honden)
- 2016: Storesøster (Nederlands: Grote zus)
- 2014: Ingen er så trygg i fare (Nederlands: Laat de kinderen tot mij komen)
- 2012: Der hvor roser aldri dør (Nederlands: Waar rozen nooit verwelken)
- 2010: Vi skal arve vinden
- 2008: Kalde hjerter
- 2006: Dødens drabanter (Nederlands: Satellieten van de dood)
- 2004: Ansikt til ansikt
- 2002: Som i et speil
- 1996: De døde har det godt, Åtte fortellinger om Varg Veum
- 1995: Skriften på veggen
- 1993: Begravde hunder biter ikke
- 1991: Bitre blomster (Nederlands: Bittere bloemen)
- 1989: Falne engler (Nederlands: Gevallen engelen)
- 1988: Svarte får (Nederlands: Zwarte schapen)
- 1985: Hekseringen, Sju fortellinger om Varg Veum
- 1983: I mørket er alle ulver grå (Nederlands: Het uur van de wolf)
- 1981: Kvinnen i kjøleskapet (Nederlands: De vrouw in de koelkast)
- 1980: Tornerose sov i hundre år
- 1979: Din, til døden
- 1977: Bukken til havresekken

### Andere werken
- 2021: 2020 Post Festum (4e deel Bergen-cyclus, met Varg Veum als verteller)
- 2019: Uglen på loftet (korte verhalen over Bergen)
- 2000: 1999. Aftensang (3e deel Bergen-cyclus; met een bijrol voor Varg Veum)
- 1998: 1950. High Noon (2e deel Bergen-cyclus)
- 1997: 1900. Morgenrød (1e deel Bergen-cyclus)
- 1995: Blues for Amalie Jensen
- 1994: Vikingskattens voktere
- 1992: Vikingskattens forbannelse
- 1990: Vikingskattens hemmelighet
- 1986: Knut Gribb tar Bergenstoget
- 1978: Den femte passasjeren (Dumbo og Maskefjes)
- 1976: Mannen som hatet julenisser (Dumbo og Maskefjes)
- 1975: Rygg i rand, to i spann (Dumbo og Maskefjes)
- 1971: Fortellingen om Barbara
- 1969: Uskyldstider

- Bibsys: 90087965
- Biblioteca Nacional de España: XX5157310
- Bibliothèque nationale de France: cb12146520w (data)
- Catàleg d'autoritats de noms i títols de Catalunya: 981058508761006706
- CiNii: DA10021244
- Gemeinsame Normdatei: 120085119
- International Standard Name Identifier: 0000 0000 8412 0747
- Library of Congress Control Number: n79118032
- Nationale Bibliotheek van Letland: 000006906
- MusicBrainz: ce552dad-e99b-4d3d-9b15-840d730830bd
- Nationale Bibliotheek van Tsjechië: jn20010525436
- Nationale Bibliotheek van Polen: a0000001165202
- Nederlandse Thesaurus van Auteursnamen: 069898006
- LIBRIS: 265870
- SNAC: w6wd4440
- Système universitaire de documentation: 029947944
- Virtual International Authority File: 115049141
- WorldCat: E39PBJkdfmx7xgFqXvjJ87C84q